# 勒唐 (內布拉斯加州)
勒唐（英語：Letan）是位於美國內布拉斯加州巴克斯岡縣的非建制地區。

## 地理
勒唐所處的海拔為高於海平面1227米（即4026英呎），而該地所採用的時區為UTC-7，即北美山地时区（MST）。同時該地設有夏令時間，為UTC-7調快一小時，即UTC-6（MDT）。